# یوزف کلاپوچ
یوزف کلاپوچ (چکی: Josef Klapuch; ۱۰ فوریهٔ ۱۹۰۶ – ۱۸ دسامبر ۱۹۸۵) کشتی‌گیر اهل چکسلواکی بود.